# Булаково (Батиревський район)
Була́ково (рос. Булаково, чув. Пăлакасси) — присілок у складі Батиревського району Чувашії, Росія. Входить до складу Тойсинського сільського поселення.
Населення — 199 осіб (2010; 214 у 2002).
Національний склад:
- чуваші — 100 %